# Athearn
A Athearn é uma empresa norte-americana, fabricante de brinquedos e kits de ferromodelismo, a maioria nas escalas O (1/48) e HO (1/87).

## Histórico
Em 1938, os músicos Jerry Joice e Perry Bodkin criaram uma loja de hobbies em Hollywood, California. O negócio foi logo assumido por dois de seus empregados: C.H. Menteer e C.A. Voelckel. Logo depois de assumir o controle, eles foram contratados para construir modelos de trens para o filme "Union Pacific" de Cecil B. DeMille. Naquele mesmo ano, Irv Athearn começava a construir modelos ferroviários em escala O na casa de sua mãe. Em 1939, a Roundhouse Products introduziu seu modelo de locomotiva a vapor 0-6-0 em escala HO. O advento da Segunda Guerra Mundial força a Roundhouse Products a suspender a produção em fevereiro de 1942.
Depois de receber muitas respostas de um anúncio do seu modelo ferroviário em escala O, Irv Athearn criou a Athearn Trains in Miniature e passou a vender suprimentos de modelos ferroviários em 1943. Em 1946, a companhia de Menteer e Voelckel agora chamada Model Die Casting, Inc. retomou a produção da linha de produtos da Roundhouse Products. A essa altura, Irv Athearn se tornou um varejista em tempo integral de produtos de ferromodelismo. Em 1948, a Model Die Casting se transferiu para Los Angeles, enquanto isso, Irv Athearn se transferiu da casa de sua mãe para instalações separadas em Hawthorne. Em 2 de julho de 1951, a Athearn comprou a Globe Models, cujo nome foi mantido até 1956. Em 1955, a Model Die Casting mudou-se para Hawthorne.
Em 1956, C.H. Menteer tornou-se o único dono da Model Die Casting. No final da década de 1950, a Athearn introduziu uma ampla gama de novos modelos em sua linha de produtos. As décadas de 1960, 1970, 1980 e 1990, consolidaram o mercado da Athearn permitindo que ela continuasse a introduzir novos modelos de forma constante. Em 1991, Irv Athearn morre. Em 1994, a Athearn é vendida, mas o sucesso continua, e ele introduz modelos novos até os anos 2000. Em 2002, a Athearn adquire a Rail Power Products e introduz modelos na escala N em sua linha de produtos. Em 2004 a Athearn é comprada pela Horizon Hobby em junho daquele mesmo ano, a Model Die Casting segue o mesmo destino. O nome Roundhouse passa a ser usado apenas para os produtos em escala HO de antes da segunda guerra, ficando os demais produtos sob a marca Athearn. Desde então, e ainda de forma bastante regular, a Athearn continua lançando novos modelos todos os anos.